# Tschernijiw
Tschernijiw (ukrainisch Черніїв; russisch Черниев Tschernijew, polnisch Czerniejów) ist ein Dorf in der westukrainischen Oblast Iwano-Frankiwsk mit etwa 4000 Einwohnern (2006).

## Geschichte
Der Ort wurde 1399 zum ersten Mal schriftlich erwähnt und gehörte zunächst zur Adelsrepublik Polen-Litauen, später als Czerniejów bis 1918 zum österreichischen Galizien, Bezirkshauptmannschaft Stanislau. Nach dem Ende des Ersten Weltkrieges kam der Ort zur Zweiten Polnischen Republik (Woiwodschaft Stanislau, Powiat Stanislau, Gmina Czerniejów), wurde im Zweiten Weltkrieg von September 1939 bis Juni 1941 von der Sowjetunion und dann bis 1944 von Deutschland besetzt, diese gliederte den Ort in das Generalgouvernement, Distrikt Galizien ein.
Nach der Rückeroberung durch die Rote Armee 1944 und dem Ende des Krieges wurde der Ort der Sowjetunion zugeschlagen, dort kam die Stadt zur Ukrainischen SSR und ist seit 1991 ein Teil der heutigen Ukraine.

## Geographie
Tschernijiw liegt am rechten Ufer der Bystryzja Nadwirnjanska (Бистриця Надвірнянська), einem 94 km langen Oberlauf der Bystryzja im Rajon Iwano-Frankiwsk und grenzt im Norden an die Stadt Iwano-Frankiwsk. Das ehemalige Rajonzentrum Tysmenyzja liegt 14 km nordöstlich des Dorfes.
Im Süden der Ortschaft verläuft die Fernstraße N 10.
Tschernijiw war die einzige Ortschaft der gleichnamigen Landratsgemeinde, am 12. Juni 2020 wurde das Dorf, welches bis dahin im Rajon Tysmenyzja lag, als Teil der Stadtgemeinde Iwano-Frankiwsk ein Teil des neu gegründeten Rajons Iwano-Frankiwsk.